# Giya Kancheli
Giya Kancheli (en géorgien : გია ყანჩელი ; en russe : Гия Канчели ; en français, parfois orthographié Gia Qanč'eli ou Gia Kancheli) est un compositeur géorgien né à Tbilissi en RSS de Géorgie (Union soviétique) le 10 août 1935 et mort dans la même ville le 2 octobre 2019.

## Biographie
Giya Kancheli fait ses études entre 1959 et 1963 au Conservatoire d'État de Tbilissi. Il compose la première de ses sept symphonies en 1967. En Géorgie, il se fait connaître par ses musiques destinées au théâtre - il devient d'ailleurs en 1971 directeur musical du Théâtre Rustaveli de la capitale. En 1976, il reçoit un prix national pour sa quatrième symphonie, qui est créée en janvier 1978 aux États-Unis par Iouri Temirkanov et l'Orchestre de Philadelphie. Depuis, ses œuvres sont jouées par de grands interprètes tels que Dennis Russell Davies, Djansoug Kakhidze (en), Gidon Kremer, Iouri Bachmet, Kim Kashkashian, Mstislav Rostropovitch ou encore le Kronos Quartet.
En 1991, Guia Kantcheli quitte la Géorgie pour l'Europe de l'Ouest : d'abord Berlin, puis Anvers en 1995.
Son œuvre souvent très tonale, simple, parfois même minimaliste, emprunte aussi à des compositeurs modernistes tel que Béla Bartók. Connu essentiellement pour ses sept symphonies, il a également composé plusieurs pièces pour orchestre, un opéra et de la musique de chambre.
En plus d'un répertoire classique, il est l'auteur de plusieurs musiques de films.

## Œuvres

### Œuvres orchestrales
- 1961 : Concerto pour orchestre
- 1961 : Largo and Allegro
- 1967 : Symphonie nº 1
- 1970 : Symphonie nº 2 « Songs »
- 1973 : Symphonie nº 3
- 1974 : Symphonie nº 4 « À la mémoire de Michelangelo »
- 1977 : Symphonie nº 5 « À la mémoire de mes parents »
- 1978-1980 : Symphonie nº 6
- 1986 : Symphonie nº 7 « Épilogue »
- 1989 : Vom Winde beweint, liturgie pour grand orchestre et alto solo
- 1992 : Abii ne Viderem, pour alto, piano et orchestre à cordes
- 1992 : Another Step... (Noch Einen Schritt...)
- 1993 : Wingless
- 1994 : Trauerfarbenes Land (Paysage en couleur de deuil), pour orchestre symphonique
- 1995 : Exil, pour soprano, instruments et bande magnétique, (d'après le psaume 23, Celan et Sahl)
- 1995 : V & V, pour violon, voix enregistrée et orchestre à cordes
- 1995 : A la Duduki, pour orchestre symphonique
- 1995 : Simi, "Pensées sans joie" pour violoncelle et orchestre
- 1998 : Childhood Revisited (Besuch In Der Kindheit)
- 1998 : Music of mourning à la mémoire de Luigi Nono, pour violon, soprano et orchestre
- 1999 : Rokwa, pour grand orchestre symphonique
- 2000 : A little Daneliade, pour orchestre
- 2000 : ...al Niente
- 2000 : Ergo
- 2001 : Don’t Grieve
- 2002 : Fingerprints
- 2002 : Lonesome — 2 great Slava from 2 GKs
- 2002 : Warzone
- 2004 : Twilight
- 2006 : Ex Contrario
- 2006 : Kapote
- 2007 : Silent Prayer
- 2007 : Broken Chant
- 2010 : Ilori
- 2014 : Nu.Mu.Zu (I don't know)

### Musique de chambre
- 1990 : Morning prayers, pour orchestre de chambre, voix et flûte alto
- 1990 : Midday prayers, pour clarinette solo et 19 instruments
- 1991 : Evening prayers, pour orchestre de chambre, voix et flûte alto
- 1992 : Night prayers, pour quatuor à cordes
- 1994 : Magnum Ignotum, pour flûte, 2 hautbois, 2 bassons, 2 cors, contrebasse et bande magnétique
- 1996 : Valse Boston, pour piano et cordes
- 1996 : Instead of a Tango pour violon, bandonéon, piano et contrebasse
- 1997 : Time... and again, pour violon et piano
- 1997 : In l'istesso tempo, quatuor avec piano
- 1998 : Sio pour cordes, piano et percussion
- 2008 : Ninna Nanna pour flûte et quatuor à cordes
- 2011 : Chiaroscuro, pour quatuor à cordes

### Musique chorale
- 1984 : Light Sorrow, pour orchestre, chœur d'enfants et deux enfants sopranos
- 1993 : Psalm 23, pour soprano et orchestre de chambre
- 1994 : Lament, pour violon, soprano et orchestre
- 1994 : Caris Mere, pour soprano et alto
- 1997 : Diplipito, pour violoncelle, contreténor et orchestre
- 1999 : And Farewell Goes Out Sighing... pour violon, contre-ténor et orchestre
- 1999 : Styx, pour alto, chœur mixte et orchestre
- 2003 : Little Imber, pour petit ensemble, voix soliste et chœur d'hommes et d'enfants
- 2005 : Amao Omi, pour chœur mixte et quatuor de saxophones
- 2009 : Dixi, pour chœur mixte et orchestre

### Opéra
- 1982-1984 : Music for the Living, opéra en deux actes

### Musiques de film
- 1968 : L'Exposition extraordinaire (Необыкновенная выставка) d'Eldar Chenguelaia
- 1969 : Ne sois pas triste (Не горюй!) de Gueorgui Danielia
- 1975 : Le Prisonnier du Caucase (ru) (Кавказский пленник) de Gueorgui Kalatozichvili
- 1977 : Mimino (Мимино) de Gueorgui Danielia
- 1983 : Les Montagnes bleues (Tsisperi mtebi anu daujerebeli ambavi) d'Eldar Chenguelaia
- 1985 : Jour de colère (День гнева) de Sulambek Mamilov (ru)
- 1986 : Kin-dza-dza! (Кин-дза-дза!) de Gueorgui Danielia
- 1990 : Pasport (Le Passeport) (Паспорт) de Gueorgui Danielia
- 2017 : Hostages de Rezo Gigineishvili